# 元士雄
元士雄（1575年—1597年6月19日）是朝鮮王朝中期的武臣和軍人。字大器，本貫原州元氏。壬辰倭亂期的將領之一，將領元均的子。